# Рита Касадио
Рита Касадио (енгл. Rita Casadio) је ванредна професорка Одељења за фармацију и биотехнологију Универзитета у Болоњи.

## Биографија
Дипломирала је на Универзитету у Болоњи након чега је похађала неколико курсева у Италији и иностранству и стекла искуство из различитих области као што су рачунарство, биофизика мембрана и протеина, биоенергетика и термодинамика. Након рада у лабораторијама за биофизику у Сједињеним Америчким Државама и у Немачкој 1987. године је постала доцент биофизике на Универзитету у Болоњи. Од 1. октобра 2001. је редовни професор биохемије, углавном се бави областима биофизике мембрана и протеина. Од 2011. године је професор на Универзитету у Шангају. Тренутно ради на компјутерском моделирању релевантних биолошких процеса као што су преклапање протеина и моделирање њихове стабилности и интеракција. Једно од главних поља њених истраживања је примена метода машинског учења за предвиђање секундарне и терцијарне структуре протеина из њихових секвенци аминокиселинских остатака, посебно мембранских протеина и њихове трансмембранске топологије. Ради као руководилац Центра за биотехнолошка истраживања Универзитета у Болоњи и њена истраживања су посвећена различитим аспектима моделирања протеина, укључујући предвиђање секундарних и терцијарних структура са неуронским мрежама, генетски алгоритми, молекуларно спајање, механизми протеинске реакције и нови дизајн спиралних пептида. Ауторка је око триста научних радова и презентовала је свој рад на више од триста домаћих и међународних скупова. Њен рад у машинском учењу је коришћен за предвиђање структуре протеина, а методе из њене групе су високо рангиране на међународним такмичењима као што су Критичка процена предвиђања структуре протеина (CASP) и Критичка процена анотације функције (CAFA). Организовала је међународне школе биоинформатике, била је копредседавајући WABI 2005, у уређивачком је одбору BMC биоинформатике и рударења биоподатака, била је председница Болоњског међународног мастера за биоинформатику 2007—20015, била је члан управног одбора I.N.B.B, италијанског међууниверзитетског конзорцијума у својству представника италијанског министра MIUR-а, Међународног друштва за рачунарску биологију и Италијанског друштва за биоинформатику. Дописни је члан Академије науке Института у Болоњи. Изабрана је за члана Међународног друштва за рачунарску биологију (ISCB) 2020. године за изузетан допринос у областима рачунарске биологије и биоинформатике.